# Midebdo
Midebdo è un dipartimento del Burkina Faso classificato come comune, situato nella provincia di Noumbiel, facente parte della Regione del Sud-Ovest.
Il dipartimento si compone del capoluogo e di altri 51 villaggi: Amimbiri, Beboula, Bielmira, Bonkossera, Boulignora, Boulompera, Bounoubara, Dapladio, Diattara, Diebroudouo, Dimenemina, Diomena, Dobena, Dongdona, Farakouora, Foumbira, Founfouna, Gbingbina, Guilakoura, Guilegnora, Halahera, Intohini, Kalambouro, Kankoera, Kpanhila, Kpantianao, Malampoupera, Napindouo, Nioyo, Niperdouo, N'kampira, Ormitara, Ouele-Oulelena, Pampouna, Pobouro, Poltianao, Siliendouo-Rintimina, Similaopom Sinaperdouo, Taperdouo, Tiafandouo, Tibeldouo, Tilampira, Tilpera, Timboura-Birifor, Timboura–Lobi, Tinhira, Tinkiro, Tokera-Bankoro, Tokera-Tiemourou e Torkouora.